# خافيير ألتاميرانو
خافيير ألتاميرانو (بالإسبانية: Javier Altamirano Altamirano)‏ هو لاعب كرة قدم تشيلي في مركز الدفاع، ولد في 21 سبتمبر 1999 في تشيلي. لعب مع هواتشيباتو.